# Sephena corata
Sephena corata är en insektsart som beskrevs av Medler 2000. Sephena corata ingår i släktet Sephena och familjen Flatidae. Inga underarter finns listade i Catalogue of Life.